# Jussi Paatela
Pour les articles homonymes, voir Paatela.
Johan Edward Paatela (né Pavén le 27 février 1886 à Vantaa - mort le 30 mai 1962 à Helsinki) est un architecte finlandais.

## Biographie
Jussi Paatela étudie au Lycée Ressu et passe son baccalauréat en 1906.
En 1911, il obtient son diplôme d'architecte de l'école supérieure technique de Finlande.
De 1914 à 1918, il est professeur à l'institut technique de Tampere.
En 1919, avec son frère Toivo Paatela il fonde un cabinet d'architecte installé au 34, rue Yrjönkatu à Helsinki.

## Ouvrages majeurs

### Ouvrages conçus par Jussi Paatela
- Rehbinderintie 11 – Armfeltintie 16 à Eira, Helsinki, 1913
- Merikatu 43-45, Helsinki, 1913
- Tour de Haukkavuori, Kotka, 1920
- Palais de Haarla, Tampere, 1923
- Château d'eau, Vaasa
- Hôpital central de Satakunta, Pori, 1934
- Bâtiments A et B, Centre hospitalier universitaire de Turku, 1937–1938
- Hôpital de Kiljava (fi), Nurmijärvi, 1937–1938
- Metsätalo, Helsinki, 1939
- Lönnrotinkatu 37, Helsinki, 1939
- Albertinkatu 12, Helsinki, 1939
- Unioninkatu 16, Helsinki, 1952
- Hôpital central de Carélie du Nord, Joensuu, 1953[3]

### Ouvrages conçus avec Toivo Paatela
- Simonkatu 6, Helsinki, 1921
- Yrjönkatu 34, Helsinki, 1924
- Ancienne bibliothèque, Tampere, 1925
- Lapinlahdenkatu 25, Helsinki, 1926
- Liisankatu 18 - Snellmaninkatu 25, Helsinki, 1927
- Rauhankatu 8 - Mariankatu 13b, Helsinki, 1927
- Département d'anatomie de l'université d'Helsinki, Siltavuorenpenger 20, 1928
- Mikonkatu 9 - Yliopistonkatu 7, Helsinki, 1928
- Bâtiment de la banque Atlaspankki, Mikonkatu 9, Helsinki, 1929
- Meritullinkatu 33, Helsinki, 1929
- Kansakoulukatu 10 - Fredrikinkatu 57, Helsinki, 1929
- École professionnelle de Liminka, Oulu, 1929
- Hôpital de Kinkomaa, Muurame, 1930
- Sanatorium de Ahvenisto, Vanaja, 1931
- Sanatorium de Päivärinne (fi), Muhos, 1932

## Galerie

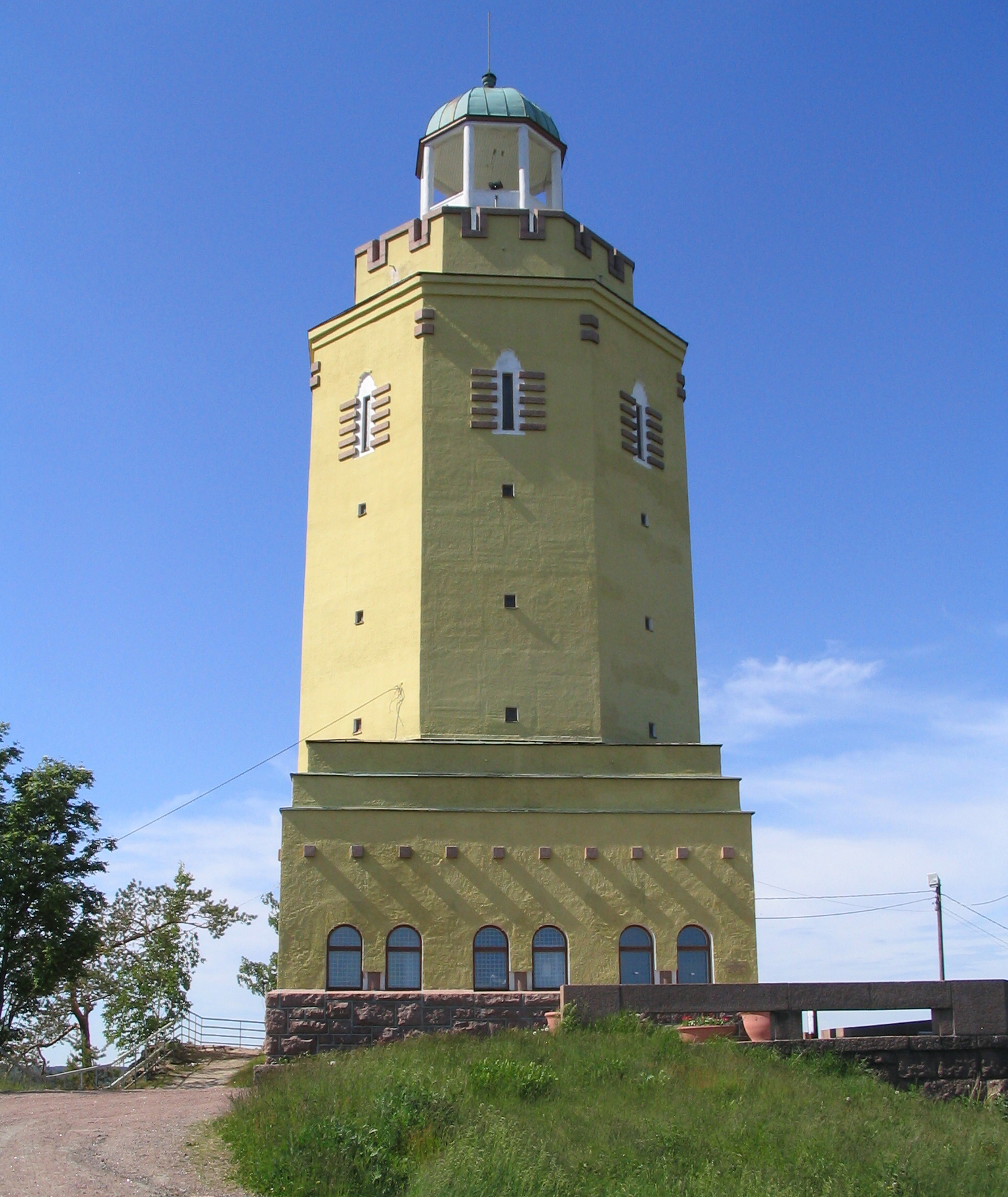
Tour de Haukkavuori
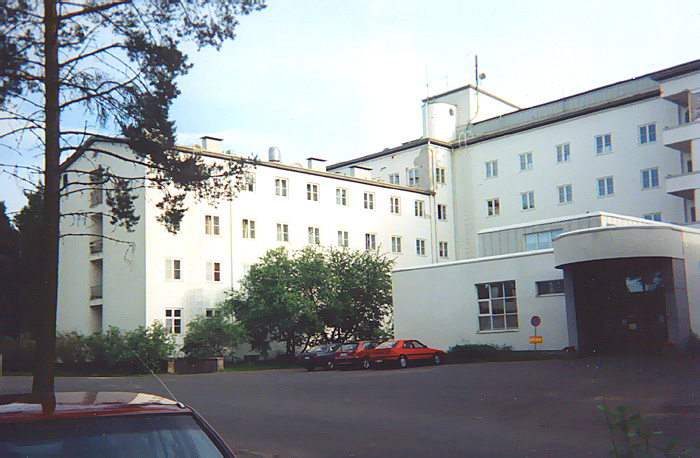
Sanatorium de Paivarinne
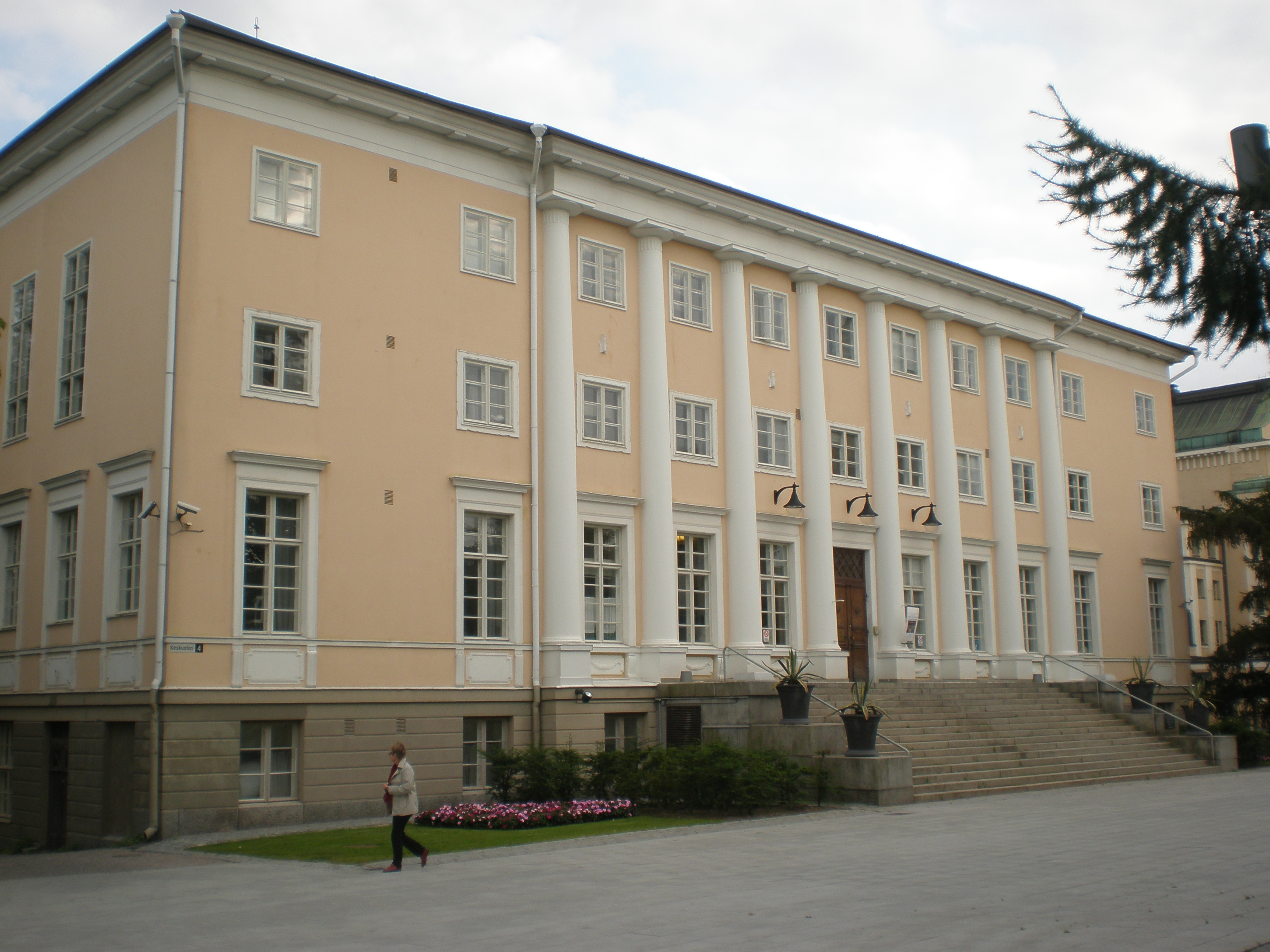
Ancienne bibliothèque de Tampere

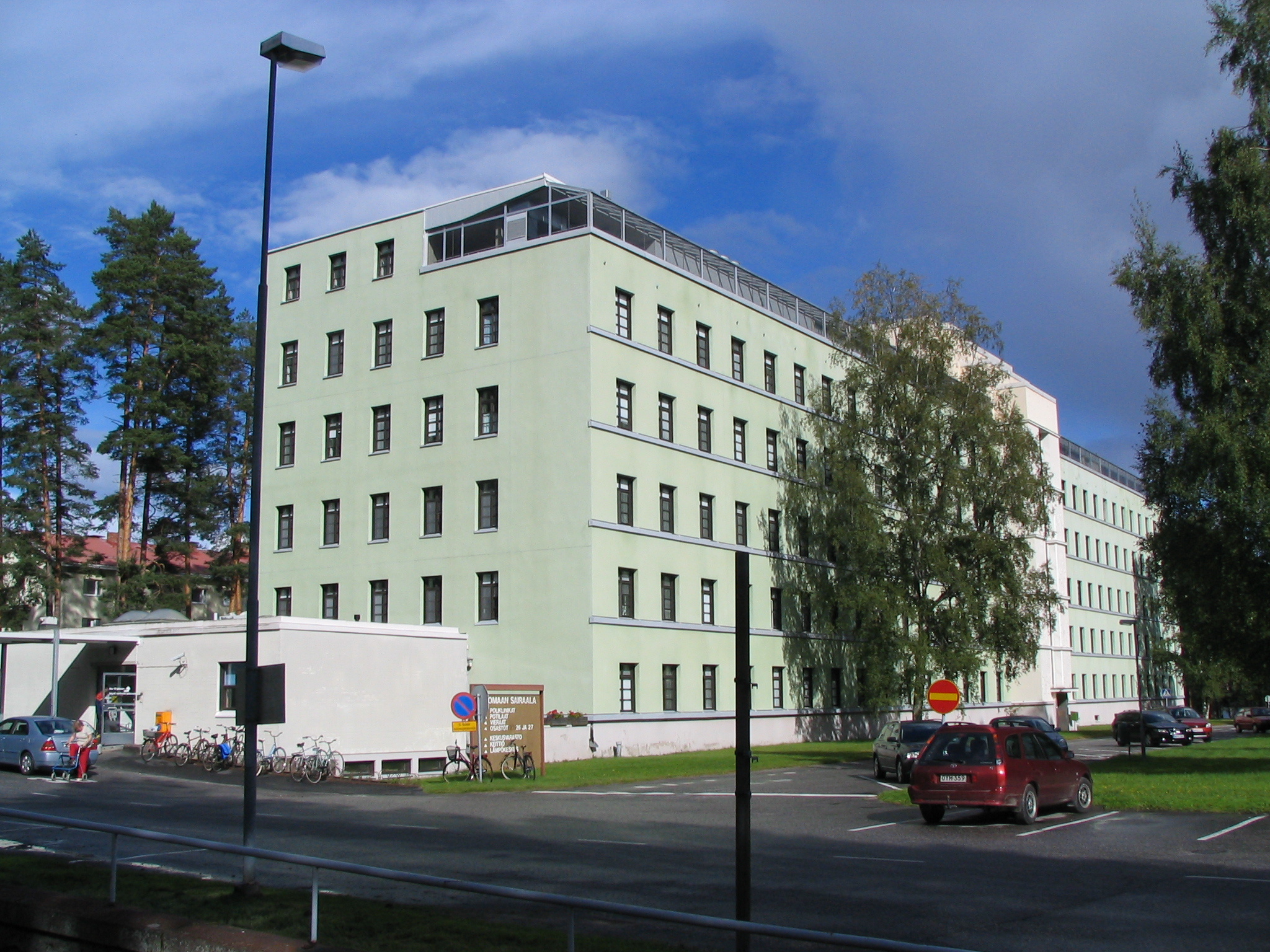
Hôpital de Kinkomaa
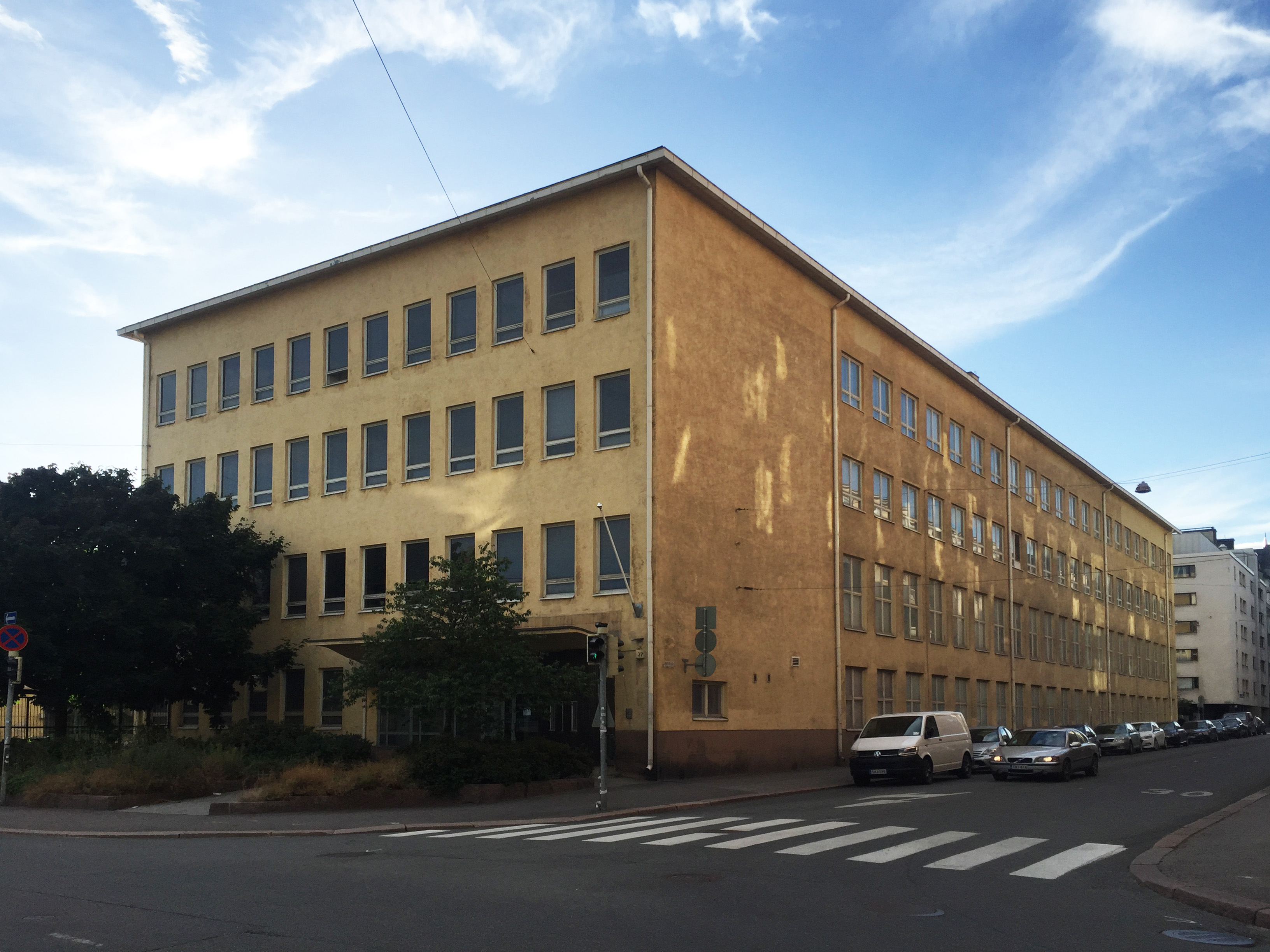
Lönnrotinkatu 37, Helsinki
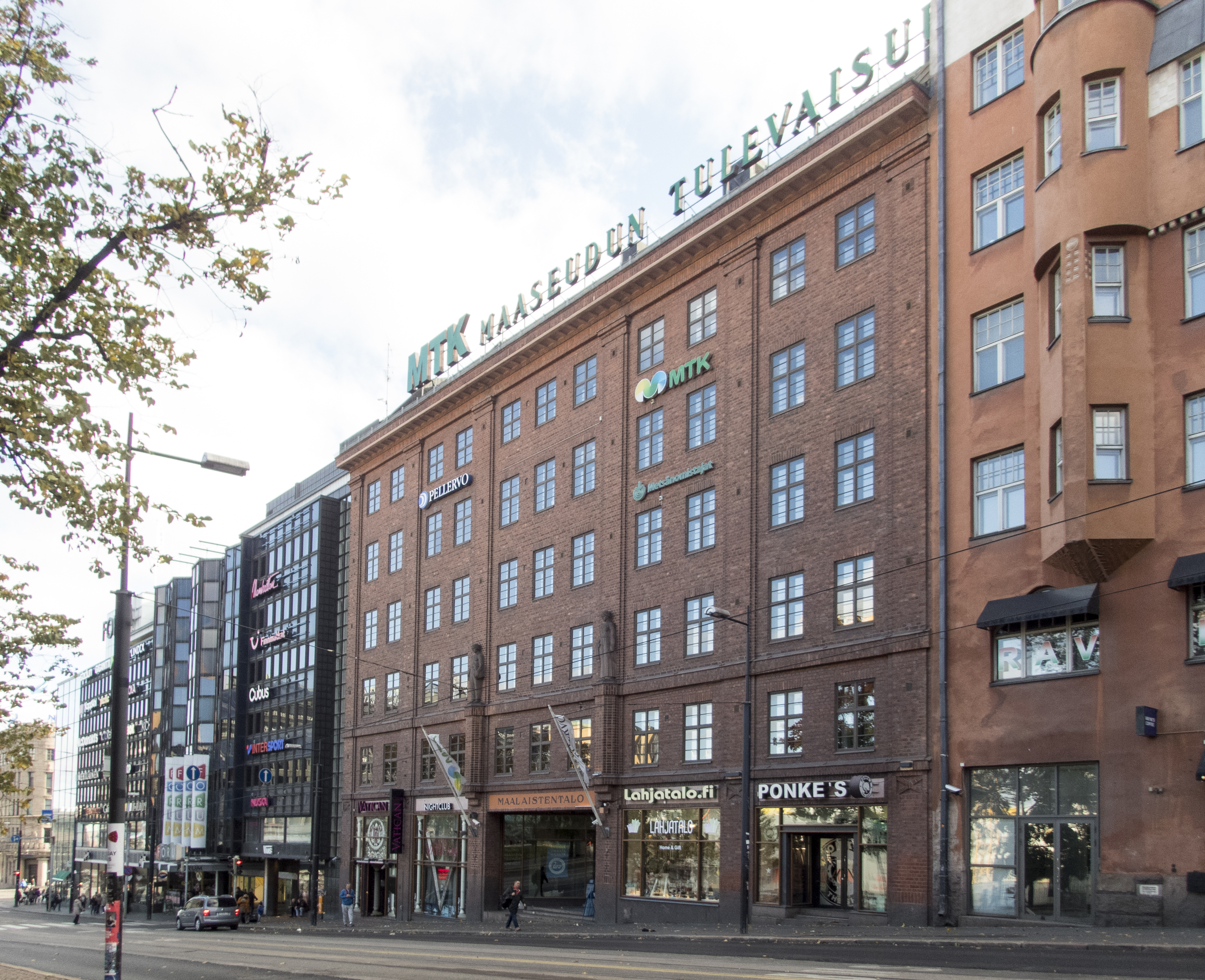
Simonkatu 6, Helsinki.